# دان هوكر
دان هووكر (بالإنجليزية: Dan Hooker) دانييل بريستون هوكر (بالإنجليزية: Daniel Preston Hooker ؛ مواليد 13 فبراير 1990) هو مُقاتل فنون قتالية مختلطة نيوزيلندي وملاكم كيك بوكسينغ سابق. يُنافس حاليًا في فئة الوزن الخفيف في يو إف سي. كان هوكر بطل الكيك بوكسينغ لوزن الوسط في الملك في الحلبة وبطل بطولة دبليو كيه بي إف إكس-رولز لوزن الوسط. اعتبارًا من 20 أغسطس 2024، احتل المرتبة الخامسة في تصنيفات الوزن الخفيف في يو إف سي.

## نشأته
وُلِد هوكر في أوكلاند بنيوزيلندا لعائلة من أصل ماوري جزئيًا. نشأ وهو يلعب كلا النوعين من لعبة الرغبي طوال فترة دراسته، وتعرف على فنون القتال المختلطة من خلال أحد الأصدقاء بعد ترك المدرسة.

## مسيرته في فنون القتال المختلطة

### مسيرته المبكرة
خاض هوكر أول نزال احترافي له في فنون القتال المختلطة في مارس 2009. وقد خاض معظم نزالاته في موطنه نيوزيلندا وحقق رصيد بلغ 10 انتصارات و4 هزائم قبل الانضمام إلى بطولة يو إف سي.

### يو إف سي

#### 2015
واجه هوكر هاتسو هيوكي في 10 مايو 2015 في حدث يو إف سي ليلة القتال 65. فاز بالقتال بالضربة القاضية بسبب مزيج من ركلة الرأس واللكمات في الجولة الثانية. وبهذا الفوز، أصبح أول مقاتل ينهي هيوكي بضربة قاضية في قتال في فنون القتال المختلطة.[9] كما حصل هوكر على مكافأة أداء الليلة الأولى له.
واجه هوكر يائير رودريغيز في 3 أكتوبر 2015 في حدث يو إف سي 192. خسر القتال بقرار الحكام بالإجماع.

#### 2017
انتقل هوكر من وزن الريشة إلى الوزن الخفيف، وخاض قتالًا ضد Ross Pearson في 11 يونيو 2017 في حدث يو إف سي ليلة القتال 110. تدرب محليًا في سيتي كيك بوكسينغ في نيوتن، أوكلاند. فاز بالقتال بالضربة القاضية في الجولة الثانية. كما حصل هوكر على مكافأة أداء الليلة الثانية له.
واجه هوكر مارك دياكيزي في 30 ديسمبر 2017 في حدث يو إف سي 219 وفاز بالقتال عن طريق الإخضاع في الجولة الثالثة.

#### 2019
واجه هوكر جيمس فيك في 20 يوليو 2019 في حدث يو إف سي على إي إس بي إن 4. وفاز بالقتال بالضربة القاضية في الجولة الأولى. وقد نال لهذا الفوز مكافأة أداء الليلة.
واجه هوكر المنافس السابق على لقب يو إف سي آل ياكوينتا في 6 أكتوبر 2019 في يو إف سي 243. وفاز بالقتال بقرار الحكام بالإجماع.

#### 2020
واجه هوكر باول فيلدر في 23 فبراير 2020 في حدث يو إف سي ليلة القتال: فيلدر ضد هوكر. فاز هوكر بالقتال بقرار الحكام بالانقسام مثير للجدل. من بين 17 وسيلة إعلامية، سجلت 12 لصالح فيلدر، و4 فقط لهوكر. نال هذا القتال مكافأة قتال الليلة.
واجه هوكر منافس لقب يو إف سي العائد داستن بورييه في 27 يونيو 2020 في حدث يو إف سي على إي إس بي إن: بورييه ضد هوكر. خسر القتال بقرار الحكام بالإجماع. نال لهذا القتال مكافأة قتال الليلة. اعتُبر هذا النزال على نطاق واسع واحدة من أعظم نزالا العام، بسبب تبادل الضربات الدموية.

#### 2024
خاض هوكر قتالًا ضد بطل الوزن الخفيف ووزن الريشة السابق في مواجهة الفنون القتالية ماتيوز غامروت في 18 أغسطس 2024 في حدث يو إف سي 305. وفاز بالقتال بقرار الحكام بالانقسام. وقد سجلت 9 من أصل 16 وسيلة إعلامية النزال لصالح غامروت. وقد أكسبه هذه النزال مكافأة قتال الليلة.

## حياته الشخصية
أدار هوكر ودرّس في صالة الألعاب الرياضية الخاصة به، أكاديمية القتال في أوكلاند بنيوزيلندا، والتي أغلقها منذ ذلك الحين للتركيز على مسيرته في فنون القتال المختلطة. في سبتمبر 2021، أعلن هوكر أنه سينتقل إلى الولايات المتحدة بسبب المشاكل التي واجهها مع إجراءات الإغلاق في نيوزيلندا بالإضافة إلى الحصول على تأشيرة عمل للسفر إلى الولايات المتحدة من نيوزيلندا. ومع ذلك، لا يزال يعيش ويتدرب خارج أوكلاند بنيوزيلندا.

## البطولات والإنجازات

### فنون القتال المختلطة
- يو إف سي
  - أداء الليلة (ثلاث مرات)  ضد هاتسو هيوكي، روس بيرسون، وجيمس فيك[17][22][39]
  - قتال الليلة (ثلاث مرات) ضد باول فيلدر، داستن بورييه، وماتيوز غامروت[27][30][35]
- بطولة القتال الأسترالية
  - بطولة القتال الأسترالية للوزن الخفيف (مرة واحدة)[40]
    - دفاعان ناجحان عن اللقب[40]
- بطولات القتال المتفوقة
  - بطولة نيوزيلندا للوزن الخفيف[41]
- إم إم إيه جونكي
  - أفضل ضربة قاضية لشهر مايو 2015 ضد هاتسو هيوكي[42]
  - قتال الشهر فبراير 2020 ضد باول فيلدر[43]
  - قتال الشهر يونيو 2020 ضد داستن بورييه[44]

### كيك بوكسينغ
- الاتحاد العالمي للكيك بوكسينغ
  - بطولة دبليو كيه بي إف إكس-رولز لوزن الوسط
- الملك في الحلبة
  - بطولة الملك في الحلبة للوزن المتوسط

## سجل فنون القتال المختلطة
| السجل المهني |        |          |
| 36 نزال      | 24 فوز | 12 خسارة |
| ضربة قاضية   | 11     | 3        |
| إخضاع        | 7      | 3        |
| قرار القضاة  | 6      | 6        |

| النتيجة | السجل | الخصم          | الطريقة                              | الحدث                                          | التاريخ        | الجولة | الوقت | المكان                                     | الملاحظات                                                |
| ------- | ----- | -------------- | ------------------------------------ | ---------------------------------------------- | -------------- | ------ | ----- | ------------------------------------------ | -------------------------------------------------------- |
| فاز     | 24–12 | ماتيوز غامروت  | قرار الحكام (بالانقسام)              | يو إف سي 305                                   | 18 أغسطس 2024  | 3      | 5:00  | برث، أستراليا                              | قتال الليلة.                                             |
| فاز     | 23–12 | جالين تيرنر    | قرار الحكام (بالانقسام)              | يو إف سي 290                                   | 8 يوليو 2023   | 3      | 5:00  | لاس فيغاس، نيفادا، الولايات المتحدة        | نزال في وزن 158 رطل؛ أخفق تيرنر بالوزن.                  |
| فاز     | 22–12 | كلاوديو بويليس | ضربة فنية قاضية (ركلة أمامية للجسم)  | يو إف سي 281                                   | 12 نوفمبر 2022 | 2      | 4:06  | مدينة نيويورك، نيويورك، الولايات المتحدة   |                                                          |
| خسر     | 21–12 | أرنولد ألين    | ضربة فنية قاضية (باللكمات والمرفقين) | يو إف سي ليلة القتال: فولكوف ضد أسبينال        | 19 مارس 2022   | 1      | 2:33  | لندن، إنجلترا                              | نزال وزن الريشة.                                         |
| خسر     | 21–11 | إسلام ماخاشيف  | إخضاع (كيمورا)                       | يو إف سي 267                                   | 30 أكتوبر 2021 | 1      | 2:25  | أبو ظبي، الإمارات العربية المتحدة          |                                                          |
| فاز     | 21–10 | نصرت حقبرست    | قرار الحكام (بالإجماع)               | يو إف سي 266                                   | 25 سبتمبر 2021 | 3      | 5:00  | لاس فيغاس، نيفادا، الولايات المتحدة        |                                                          |
| خسر     | 20–10 | مايكل تشاندلر  | ضربة فنية قاضية (باللكمات)           | يو إف سي 257                                   | 24 يناير 2021  | 1      | 2:30  | أبو ظبي، الإمارات العربية المتحدة          |                                                          |
| خسر     | 20–9  | داستن بورييه   | قرار الحكام (بالإجماع)               | يو إف سي على إي إس بي إن: بورييه ضد هوكر       | 27 يونيو 2020  | 5      | 5:00  | لاس فيغاس، نيفادا، الولايات المتحدة        | قتال الليلة.                                             |
| فاز     | 20–8  | باول فيلدر     | قرار الحكام (بالانقسام)              | يو إف سي ليلة القتال: فيلدر ضد هوكر            | 23 فبراير 2020 | 5      | 5:00  | أوكلاند، نيوزيلندا                         | قتال الليلة.                                             |
| فاز     | 19–8  | آل ياكوينتا    | قرار الحكام (بالإجماع)               | يو إف سي 243                                   | 6 أكتوبر 2019  | 3      | 5:00  | ملبورن، أستراليا                           |                                                          |
| فاز     | 18–8  | جيمس فيك       | ضربة قاضية (بلكمة)                   | يو إف سي على إي إس بي إن: دوس أنجوس ضد إدواردز | 20 يوليو 2019  | 1      | 2:33  | سان أنطونيو، تكساس، الولايات المتحدة       | أداء الليلة.                                             |
| خسر     | 17–8  | إدسون باربوزا  | ضربة قاضية (للكمة للجسم)             | يو إف سي على فوكس: لي ضد ياكوينتا 2            | 15 ديسمبر 2018 | 3      | 2:19  | ميلووكي، ويسكونسن، الولايات المتحدة        |                                                          |
| فاز     | 17–7  | غيلبرت بورنس   | ضربة قاضية (بلكمة)                   | يو إف سي 226                                   | 7 يوليو 2018   | 1      | 2:28  | لاس فيغاس، نيفادا، الولايات المتحدة        |                                                          |
| فاز     | 16–7  | جيم ميلر       | ضربة قاضية (بالركبة)                 | يو إف سي ليلة القتال: باربوزا ضد لي            | 21 أبريل 2018  | 1      | 3:00  | أتلانتيك سيتي، نيو جيرسي، الولايات المتحدة |                                                          |
| فاز     | 15–7  | مارك دياكيزي   | إخضاع (خنق المقصلة)                  | يو إف سي 219                                   | 30 ديسمبر 2017 | 3      | 0:42  | لاس فيغاس، نيفادا، الولايات المتحدة        |                                                          |
| فاز     | 14–7  | روس بيرسون     | ضربة قاضية (بالركبة)                 | يو إف سي ليلة القتال: لويس ضد هنت              | 11 يونيو 2017  | 2      | 3:02  | أوكلاند، نيوزيلندا                         | العودة إلى الوزن الخفيف. أداء الليلة.                    |
| خسر     | 13–7  | جايسون ونايت   | قرار الحكام (بالإجماع)               | يو إف سي ليلة القتال: ويتيكر ضد برونسون        | 27 نوفمبر 2016 | 3      | 5:00  | ملبورن، أستراليا                           |                                                          |
| فاز     | 13–6  | مارك إيديفا    | إخضاع (خنق المقصلة)                  | يو إف سي ليلة القتال: هنت ضد مير               | 20 مارس 2016   | 1      | 1:24  | بريزبان، أستراليا                          |                                                          |
| خسر     | 12–6  | يائير رودريغيز | قرار الحكام (بالإجماع)               | يو إف سي 192                                   | 3 أكتوبر 2015  | 3      | 5:00  | هيوستن، تكساس، الولايات المتحدة            |                                                          |
| فاز     | 12–5  | هاتسو هيوكي    | ضربة قاضية (ركلة للرأس واللكمات)     | يو إف سي ليلة القتال: ميوتيتش ضد هنت           | 10 مايو 2015   | 2      | 4:13  | أديلايد، أستراليا                          | أداء الليلة.                                             |
| خسر     | 11–5  | ماكسيمو بلانكو | قرار الحكام (بالإجماع)               | يو إف سي ليلة القتال: هنت ضد نيلسون            | 20 سبتمبر 2014 | 3      | 5:00  | سايتاما، اليابان                           |                                                          |
| فاز     | 11–4  | إيان إنتويستل  | ضربة فنية قاضية (بالمرفقين)          | يو إف سي ليلة القتال: تي هونا ضد ماركوارت      | 28 يونيو 2014  | 1      | 3:34  | أوكلاند، نيوزيلندا                         | العودة إلى وزن الريشة.                                   |
| فاز     | 10–4  | نيك باترسون    | ضربة فنية قاضية (باللكمات)           | أي إف سي 6                                     | 24 أغسطس 2013  | 3      | 0:34  | ملبورن، أستراليا                           | دافع عن لقب بطولة إيه إف سي للوزن الخفيف.                |
| فاز     | 9–4   | راستي ماكبرايد | إخضاع (خنق خلفي عاري)                | أي إف سي 5                                     | 10 مايو 2013   | 1      | 1:31  | ملبورن، أستراليا                           | دافع عن لقب بطولة إيه إف سي للوزن الخفيف.                |
| فاز     | 8–4   | سيلي خوبوني    | إخضاع (خنق المثلث)                   | شوريكين إم إم إيه: صراع القارات                | 13 أكتوبر 2012 | 1      | 2:53  | أوكلاند، نيوزيلندا                         | العودة إلى الوزن الخفيف.                                 |
| فاز     | 7–4   | تشنغجي وو      | ضربة فنية قاضية (إيقاف الطبيب)       | ليجيند إف سي 9                                 | 16 يونيو 2012  | 1      | 3:44  | ماكاو، مناطق ج. ص. ش. إ. خ.، الصين         | أول ظهور في وزن الريشة.                                  |
| فاز     | 6–4   | راستي ماكبرايد | ضربة فنية قاضية (إيقاف الطبيب)       | أي إف سي 3                                     | 14 أبريل 2012  | 2      | 3:57  | ملبورن، أستراليا                           | فاز بلقب بطولة إيه إف سي للوزن الخفيف.                   |
| خسر     | 5–4   | وو هاوتيان     | إخضاع فني (خنق خلفي عاري)            | ليجيند إف سي 8                                 | 30 مارس 2012   | 2      | 4:52  | هونغ كونغ، مناطق ج. ص. ش. إ. خ.، الصين     |                                                          |
| فاز     | 5–3   | يوما إيشيزوكا  | قرار الحكام (بالإجماع)               | إيه إف سي 2                                    | 3 سبتمبر 2011  | 3      | 5:00  | ملبورن، أستراليا                           |                                                          |
| فاز     | 4–3   | سكوت ماكجريجور | إخضاع (خنق المقصلة)                  | إس إف سي 8                                     | 30 يوليو 2011  | 1      | 4:42  | أوكلاند، نيوزيلندا                         | فاز بلقب بطولة إس إف سي جنوب المحيط الهادئ للوزن الخفيف. |
| خسر     | 3–3   | روب ليسيتا     | قرار الحكام (بالانقسام)              | إس سي إف 6                                     | 3 يوليو 2010   | 3      | 5:00  | دنيدن، نيوزيلندا                           | على بطولة إس إف سي جنوب المحيط الهادئ للوزن الخفيف.      |
| خسر     | 3–2   | سوني براون     | إخضاع (خنق خلفي عاري)                | ريزي 4                                         | 27 مارس 2010   | 2      | 2:00  | وادي فورتيتيود، أستراليا                   |                                                          |
| فاز     | 3–1   | كين ياسودا     | ضربة فنية قاضية (إصابة بالعين)       | ريزي 3                                         | 5 ديسمبر 2009  | 1      | 3:12  | مانسفيلد، أستراليا                         |                                                          |
| فاز     | 2–1   | آدم كالفر      | إخضاع (الضغط على الذراع)             | إس سي إف 4                                     | 14 نوفمبر 2009 | 1      | 2:52  | أوكلاند، نيوزيلندا                         |                                                          |
| خسر     | 1–1   | آدم كالفر      | قرار الحكام (بالانقسام)              | إس سي إف 3                                     | 25 يوليو 2009  | 3      | 5:00  | أوكلاند، نيوزيلندا                         |                                                          |
| فاز     | 1–0   | مايك تايلور    | إخضاع (خنق خلفي عاري)                | إس سي إف 2                                     | 7 مارس 2009    | 1      | 0:48  | أوكلاند، نيوزيلندا                         |                                                          |

## وصلات خارجية
- دان هوكر على موقع يو إف سي (الإنجليزية)
- دان هوكر على موقع شيردوغ (الإنجليزية)
- دان هوكر على موقع IMDb (الإنجليزية)
- دان هوكر على موقع قاعدة بيانات الفيلم (الإنجليزية)